# Художественный музей Макмастера
Художественный музей Макмастера (англ. McMaster Museum of Art, MMA) — некоммерческая публичная художественная галерея при Университете Макмастера в городе Гамильтон, в провинции Онтарио, в Канаде. Здание музея расположено в центре университетского кампуса, рядом с Мемориальной библиотекой Милса и университетского студенческого центра.

## История
Университет Макмастера был основан в 1887 году в Торонто. Первая коллекция произведений искусства при университете представляла собой портреты ректоров и преподавателей. В 1930-х годах Институт Карнеги передал в дар университету коллекцию европейских гравюр, что привело к более систематической работе по формированию полноценной коллекции. К 1950-м годам в зале Мемориальной библиотеки Милса стали проходить регулярные художественные выставки.
В 1967 году с помощью председателя исторического факультета доктора Того Сэлмона художественная галерея Макмастера получила специальное здание в восточном крыле Того-Сэлмон-Холл. Галерея переехала в это здание. С 11 июня 1994 года она носит название Музея искусств Макмастера. В 1999 году зданию было присвоено имя Элвина А. Ли, чьи усилия помогли его постройке. С марта по август 2019 года художественный музей был временно закрыт для публики с целью обновления его систем охраны окружающей среды.